# 横浜市立万騎が原小学校
横浜市立万騎が原小学校（よこはましりつまきがはらしょうがっこう）は、横浜市旭区大池町にある市立小学校。1964年に横浜市立二俣川小学校の分校として開校、翌年1965年に万騎が原小学校として開校した。

## 概要
旭区南部に位置する小学校。南にこども自然公園が存在し、公園内の田んぼで毎年全学年で稲作活動を行っている。

## 沿革
- 1964年1月20日 - 横浜市立二俣川小学校万騎が原分校として開校[2]。
- 1965年
  - 8月31日 - 万騎が原分校廃止[3]。
  - 9月1日 - 横浜市立万騎が原小学校として開校[2]。
- 1975年5月31日 - 校歌完成[2]。

## 通学区域
- 大池町、柏町1 - 25番地、さちが丘146・147・161 - 168番地、二俣川2丁目15 - 18、29 - 40、53 - 58、78、82 - 87番地、万騎が原[4][5]

## 進学先中学校
- 横浜市立万騎が原中学校[6]

## 交通
- 相鉄線 二俣川駅下車、南口より相鉄バス『万騎が原循環』『緑園都市駅』乗車、『小学校前』下車徒歩1分[7]
- 相鉄いずみ野線 南万騎が原駅下車徒歩10分[7]